# 伊扎克·格伦鲍姆
伊扎克·格伦鲍姆（波蘭語：Izaak Grünbaum，1879年11月24日—1970年9月7日），是波兰第二共和国时期的犹太裔政治人物，少数民族集团领导人。格伦鲍姆作为锡安主义运动的领袖，在以色列建国后成为首任内政部长。

## 延伸阅读
- Encyclopaedia Judaica, vol. 7, pp. 943–944.
- The Central Zionist Archives in Jerusalem site （页面存档备份，存于）. Office of Yitzhak Gruenbaum (S46), personal papers (A127)